# スターシップ (宇宙船)
スターシップ (Starship) は、アメリカの企業スペースX社が開発中の完全再使用型の二段式超大型ロケットかつ宇宙船である。打ち上げシステムとしては、厳密にはロケットの2段目の部分がスターシップで、1段目のブースター部分はスーパーヘビーと名付けられている。一般的なロケットとは異なり、2段目のスターシップは長期間の軌道滞在が可能な乗客・貨物兼用の宇宙船としても設計されており、ロケットと宇宙船両方の役割を果たす。
今日のスターシップに当たるロケットの計画が初めて公表されたのは2016年で、当初はインタープラネタリー・トランスポート・システム (ITS) と呼ばれていた。計画の見直しとともにBFRへと改称され、最終的に現在のスターシップへの名称となっている。2019年から試作機による試験が行われており、2021年にはスターシップ単体での試験飛行に成功し、2023年からはスターシップとスーパーヘビーを組み合わせた軌道飛行試験が行われている。
スターシップ／スーパーヘビーはスペースXが運用する既存のファルコン9ロケットを置き換えるものとして開発されており、完全再使用が実現した場合、打ち上げコストは従来のロケットの100分の1となり、宇宙輸送に革命をもたらすとされている。またスペースXではスターシップを同社の最終目標である人類の火星移住に用いることを計画している。その他、スターシップはNASAのアルテミス計画の月着陸船としても選定されており、2026年の月面着陸が計画されている。

## 歴史

### ITS構想まで

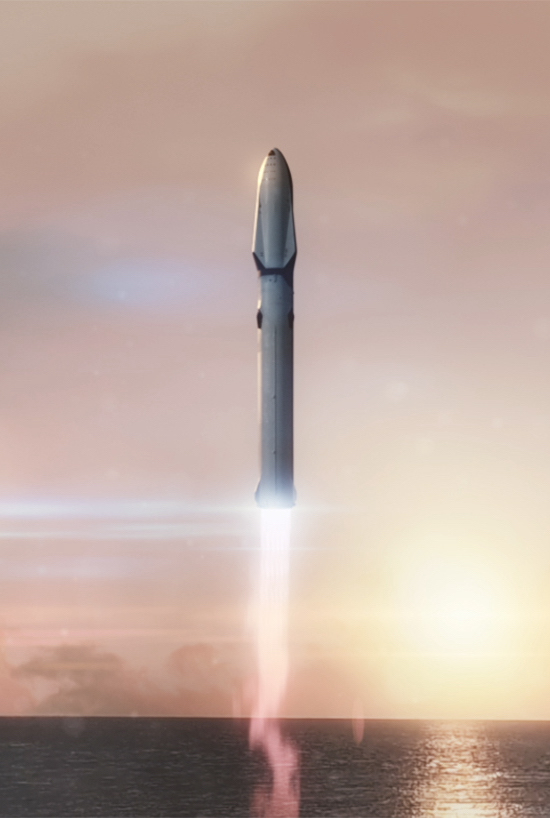
ITSの想像図。スターシップよりもさらに巨大なロケットとして構想されていた

スペースXのCEOイーロン・マスクは、かねてより彼の個人的な目標は有人火星探査の実現であると語ってきた。マスクが2001年にMars Oasis計画のロケット調達に失敗して、自身でスペースXを創業した際も、「生命を惑星間種族にする」との目標が掲げられていた。有人火星探査という目標は次第に火星の植民へと変わっていき、そのためには超大型ロケットが必須であることが明らかになっていった。
2012年3月には、スターシップのロケットエンジンであるラプターの開発が報じられるが、その時点では使用するロケットについては語られなかった。同年10月になり、マスクは初めて、数十億ドルをかけて既存のファルコン9/ファルコンヘビーを上回る大型で再使用可能なロケットを開発することを計画していると明らかにした。マスクは2013年にも「スペースXのIPOはマーズ・コロニアル・トランスポーターが定期的に運航してから」というコメントを残している。しかしその後は2015年6月のファルコン9の打ち上げ失敗の影響により、計画は一時影を潜める形となった。
2016年9月の第67回国際宇宙会議 (IAC) において、マスクは開発中の超大型ロケットの詳細を初めて明らかにした。この時に公開されたアーキテクチャはインタープラネタリー・トランスポート・システム (ITS) と呼ばれており、発表では直径12mの超大型ロケットであることの他、エンジン数や打ち上げ能力、さらに軌道上での燃料補給を行うといった計画も明らかにされた。2016年の計画では、以下の3種類の機体を用いるとされた。
- ITSブースター: 再使用可能な1段目。
- ITS宇宙船: 再使用可能な2段目。長期に亘る惑星間飛行も実現する。
- ITSタンカー: 燃料輸送に特化した2段目の別バージョン。地球軌道上での燃料補給を実現する。

### BFRへの見直し

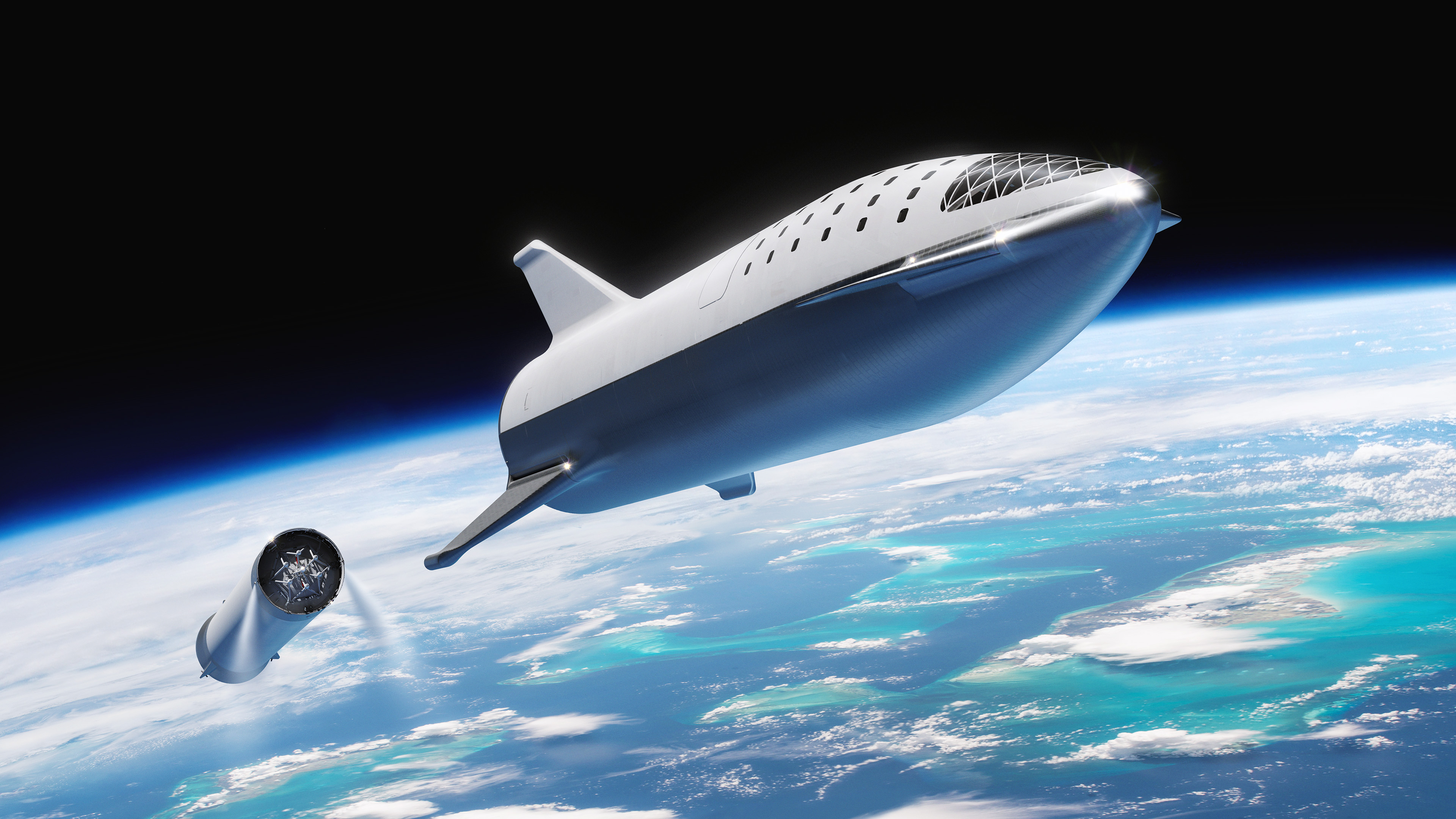
BFRの想像図 (2018年)。現在のスターシップと同じサイズだが色や翼が異なる

だが、翌2017年9月の第68回国際宇宙会議では、スペースXは前年のITSを見直したとして、BFRの名で更新されたロケットを公開した。マスクはこの名称について「我々はまだ正式な名前を探している、しかしコードネームはBFRである」と語った。この2017年の設計では直径は9mへと縮小され、またロケットを最初は地球軌道と月軌道に使用し、その後に火星へと用いる方針が示された。
BFRの2段目 (BFS) の航空力学的な形状は2016年のITSから大きく変更された。2017年の設計では、宇宙船は後部に小さなデルタ翼を持つ円筒状の形に改められた。このデルタ翼は、様々な大気密度やペイロード状態で着陸を実現するためのものとされた:18:05–19:25。また、2段目の種類もITS同様のBFR宇宙船、BFRタンカーに加えて、新たに衛星打ち上げに対応するバージョンが追加された。衛星打ち上げ機は、地球低軌道への衛星打ち上げ（既存のロケットと比べ、一度に遥かに多くの衛星を打ち上げ可能）に対応する他、月や火星への物資輸送にも対応する。またBFR宇宙船は地球軌道上で燃料補給を受ければ、月面着陸をして再補給無しで地球に帰還できることも明らかにされた:31:50。加えて、BFRを地球上での旅客/貨物輸送に用いることで、地球上のどこでも90分間で結ぶことができるという用途もここで示された。
2018年9月にはスペースX本社で発表が行われ、さらに更新された設計が公開された。2018年の設計では、BFSのエンジンが6基から7基となった他、前方両側に小さなカナードが、さらに後方に着陸脚を兼ねた3枚の大きな翼が追加された。 さらにBFRによる民間初の月周回旅行の契約を日本の前澤友作と締結したことも明らかにした（2024年計画中止）。

### スターシップへの改名と試験の開始

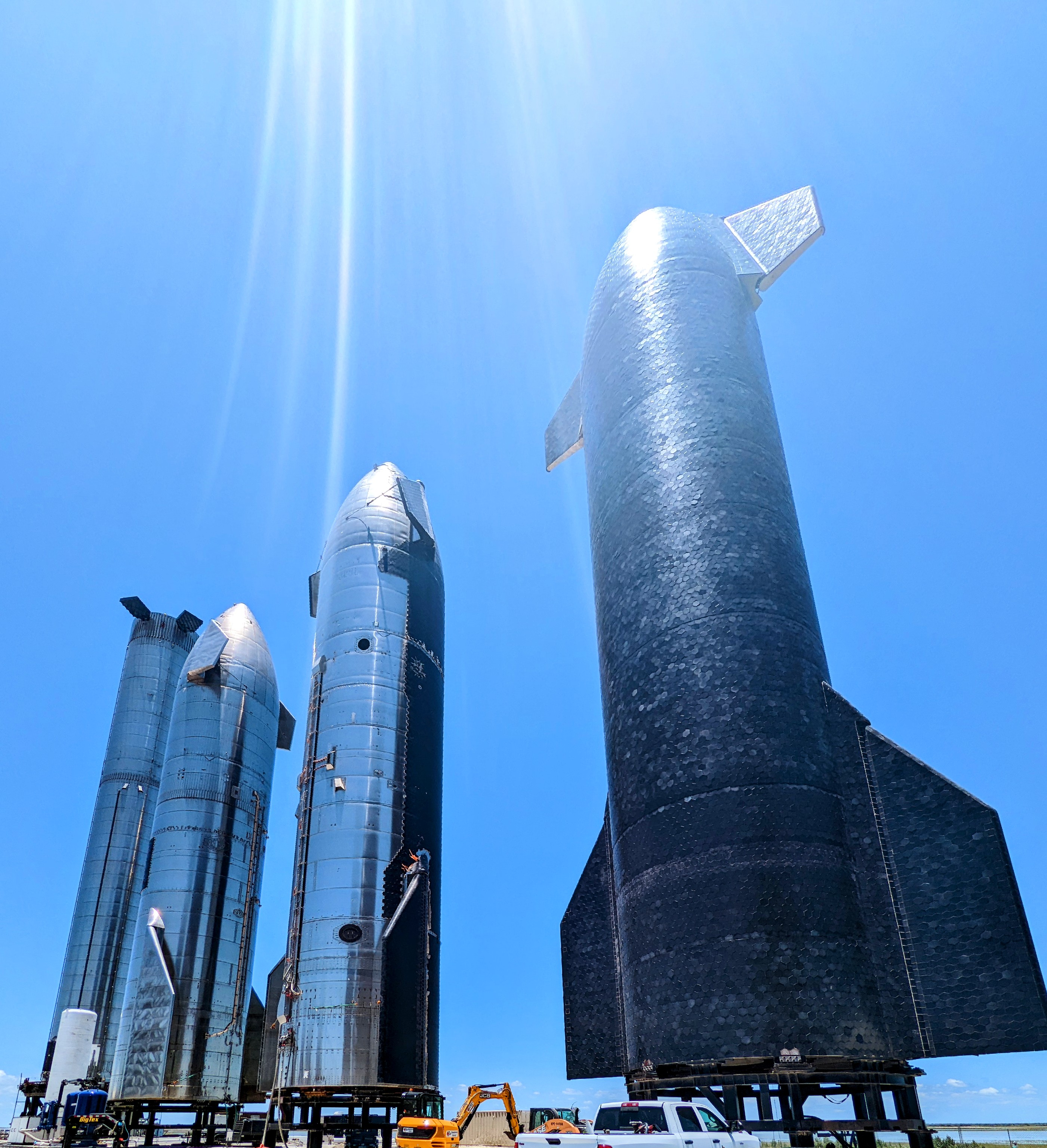
立ち並ぶスターシップ試験機。左からBooster 4, Ship 15, Ship 22, Ship 20

次いで2018年11月には、2段目の宇宙船部分をスターシップ、1段目のブースター部分をスーパーヘビーの名称とすることを発表。また機体の素材がカーボンから300系ステンレス鋼へと変更され、外見がこれまでの白い姿から銀色に変化した。大気圏再突入するスターシップ機体の下側になる半分は、黒い六角形の耐熱タイルで覆われている。翌2019年1月にはスターホッパーと呼ばれる最初の試験機が完成し、8月には高度150mの飛行と着陸に成功した。9月には新たな試験機スターシップMk1が公開され、さらに高高度の飛行試験が予定された。同時に設計にさらなる変更が加えられ、後方の翼は2枚になるとともに着陸脚機能が削除され、また前方のカナードはより大型化した。さらに、全ての翼が可動式となり、大気圏内飛行中に姿勢制御のために使用されることになった。
しかし、同年11月20日にスターシップMk1はテキサス州ボカチカのスペースX社試験施設での燃料タンクの加圧テスト中、破裂して失われた。同社はこのテストがシステムを最大限に加圧するものであったと発表し、テストの失敗は全くの想定外ではなかったと主張した。その後、スペースX社は予定していた次の試験機スターシップMk2の製造を中止し、スターシップSN1と改名したスターシップMk3の設計の改良と製造に注力することとした。マスクはツイッター上でユーザーからの質問に答える形で「スターシップの完成までには少なくともスターシップSN20までの機体が必要になるだろう」と述べた。
2020年2月29日、スターシップSN1は燃料タンクの加圧テスト中に破裂して失われた。その後もSN2、SN3と立て続けに同一のテストに失敗していたが、4月26日のスターシップSN4にて初めて加圧テストに成功した。SN4では高度150mの試験飛行も行われる予定だったが、5月29日にラプターエンジンを搭載しての燃焼試験中に爆発し、機体は失われた。
2020年8月4日、スターシップSN5が高度150mの飛行試験に成功した。実物大の機体として飛行に成功したのはこれが初である。続くSN6も同様の飛行試験をした。SN7は燃料タンクの極低温試験のみに従事し、タンク壁の厚みが異なるSN7.1と7.2が製造され、のちにスクラップとなった。12月10日にはノーズコーンと翼を搭載した完全な姿のスターシップSN8が、高度12.5kmの初の高高度飛行試験を行い、打ち上げから再突入までの試験に成功した（着陸は燃料タンクの減圧により失敗）。SN9も同様だったが（エンジン1基が再点火に失敗）、2021年3月4日のSN10では高高度飛行試験からの着陸にも成功した（ただし厳密に言うと、想定されていたより着陸時の速度が速く、衝撃が強かったためメタン漏れが発生し、着陸後8分で爆発した）。3月30日、霧の中で4回目の高高度飛行試験機であるスターシップSN11が飛行した。SN11は配管の問題でエンジン再点火時に2番エンジン燃焼室で火災を発生させ、最終的には機体の空中爆発・分解を起こした。イーロンマスク氏はスターシップSN11に続くSN12/13/14は製造をキャンセルし、代わりに機体、エンジン、アヴィオニクス全般の設計を改良したSN15以降の試験機の製造及びテストに専念するとした。高高度試験機としては「後期型」と呼べるSN15は2021年5月6日に飛行し、初めて軟着陸に成功した。

### 軌道飛行試験

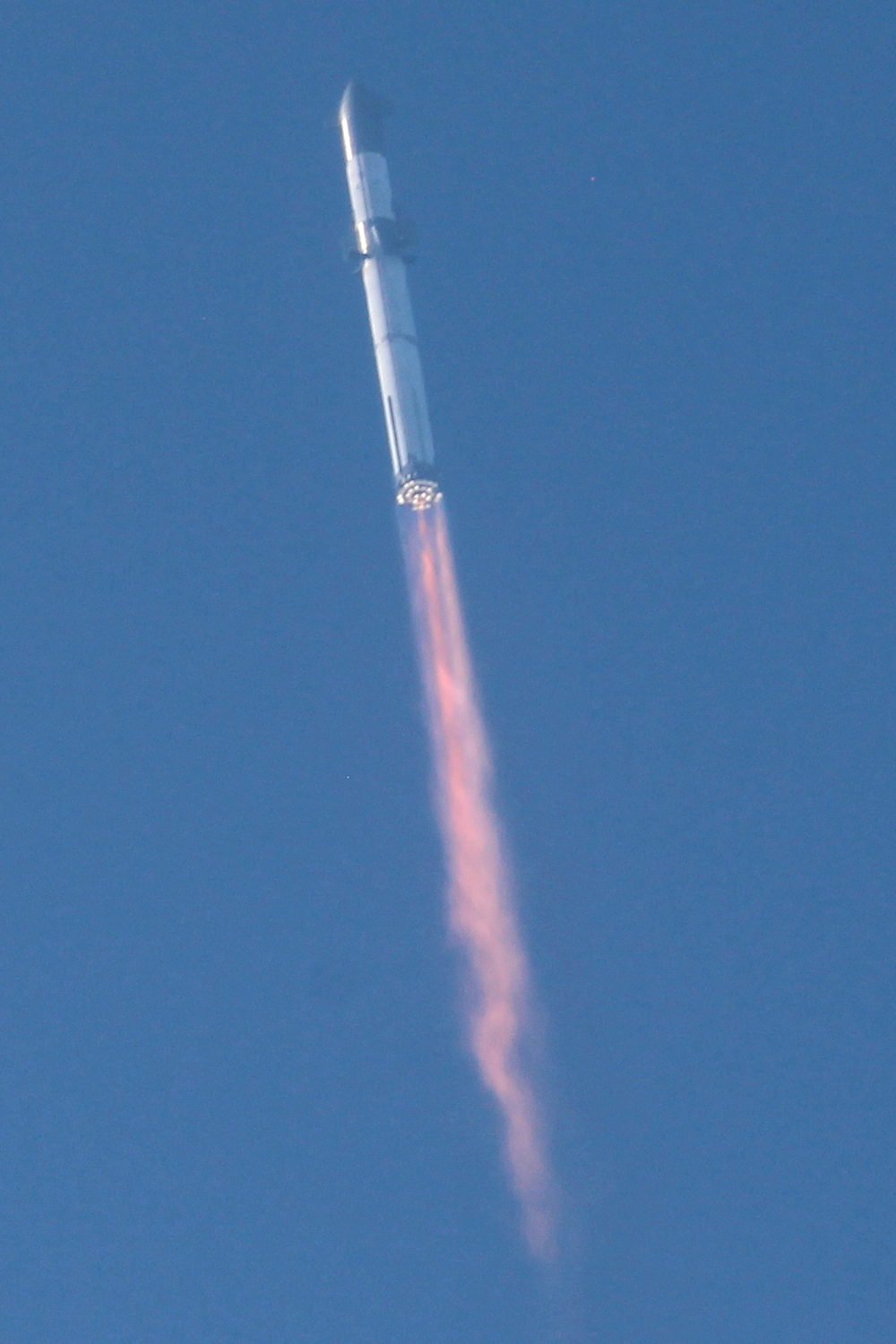
飛行するスターシップ (Ship 24) とスーパーヘビー (Booster 7)。一部のエンジンが動作していないことが確認できる。

高高度飛行試験が終わると、次いでスーパーヘビーの地上試験と、並行して地上設備の改造が進められた。この時期、スペースXは宇宙船の命名規則を「SN」から「Ship」に、ブースターは「BN」から「Booster」に変更している。2022年3月には、ロケットエンジンを推力を25%向上させより信頼性も高い改良型のラプター2へと更新してから、軌道飛行試験を行う意向が示された。
スターシップとスーパーヘビーを結合しての軌道飛行試験は、2023年4月20日に初めて実施された。Booster 7とShip 24が用いられたこの飛行では、当初ボカチカから打ち上げられたスーパーヘビーはメキシコ湾に、スターシップは地球を約一周した後ハワイ沖にそれぞれ着水することが計画されていたが、スーパーヘビーの離陸には成功したもののスターシップの分離に失敗。高度39kmに達した時点で機体は高度低下や回転を始め制御不能状態となったことで自動飛行停止システムにより機体は爆破された。 またこの飛行ではスーパーヘビーは33基のエンジンのうち一部が動作せず飛行するうちに動作しないエンジンが増加していったり、発射台を大きく破壊するなどの問題点も確認された。
その後、発射台への水冷式ディフレクターの設置や分離機構のホットステージングへの変更が行われたのち、同年11月18日にBooster 9とShip 25による2度目の試験が行われた。この飛行ではスーパーヘビーのエンジンは分離まで33基すべて安定して動作し飛行も安定し分離も成功した。しかしスターシップは高度148kmの宇宙空間に到達した時点で軌道に乗る前に通信を途絶、またスーパーヘビーは分離してすぐに爆発した。3度目の試験は翌2024年3月14日に行われ、この飛行ではスターシップは予定していたエンジンの燃焼を達成し、計画通りの軌道（軌道速度直前でのサブオービタル飛行）に到達した。飛行中には新たに、推進剤の移送やペイロードベイの開閉試験が行われた。その後スターシップは地球を半周してインド洋上で大気圏再突入を開始したが、姿勢制御の問題のためか、機体は再突入中に破壊され、着水には至らなかった。スーパーヘビーも着水目前まで飛行したが、直前で爆発した。 6月6日に行われた4度目の試験では、スーパーヘビーはホットステージング用の分離機構の廃棄を行った後、メキシコ湾への着水に成功。スターシップも、フラップの損傷などは見られたものの、インド洋への着水に成功した。
10月13日に行われた5度目の試験では、初めてスーパーヘビーの発射台への帰還が試みられ、メカニカルアームによる回収に成功した。スターシップは前回のような損傷なしでインド洋の正確な目標地点に着水した。翌11月19日には6度目の試験が行われ、風の影響でスーパーヘビーの発射台への帰還は実施されなかったが、一方でスターシップは再度正確な目標地点に着水した。また飛行中には宇宙空間でのエンジン再点火が確認された。
2025年1月16日には、新たにブロック2と呼ばれる改良型のスターシップを用いた7度目の飛行試験が行われた（スーパーヘビーは前回と同じくブロック1）。ブロック2では機体の大型化やフラップの変更など多くの改良がくわえられ、またこの飛行ではダミーペイロードの放出も行われる計画であった。しかしスーパーヘビーは打ち上げから発射台への帰還まで成功したものの、スターシップは打ち上げから8分半後に空中分解し通信が途絶した。3月6日の8度目の試験も打ち上げ直後に制御不能に陥いり、爆発し失敗に終わった。

## 名称
スペースXが同社の超大型ロケットを指し示す呼称は、数年の間に幾度も変遷している。2013年から2016年9月頭までは、スペースXはアーキテクチャとロケットの双方についてマーズ・コロニアル・トランスポーターの名で言及していた。2016年9月から2017年8月までは、打ち上げシステム全体をインタープラネタリー・トランスポート・システムと呼び、打ち上げ機自体についてはITSローンチ・ヴィークルの名で言及していた。
次のコードネームであるBFRは2017年9月のイーロン・マスクの発表で初めて用いられた。スペースXの社長であるグウィン・ショットウエルは、BFRは「Big Falcon Rocket」の略であると述べている。しかしながら、イーロン・マスクは正式発表前の2015年に、開発中のロケットをBFRと呼んでおりこれはビデオゲーム『DOOM』の巨大武器BFGに由来すると語っている。その他、非公式な場やスペースX内部ではBFRは「Big Fucking Rocket」としても言及されている。なお、2段目の宇宙船部分のみを指す場合は、BFSの名が用いられる。
さらに2018年11月には、2段目の宇宙船部分がスターシップ、1段目のブースター部分がスーパーヘビーへと改名されている。改名は、イーロン・マスク本人がアナウンスしている。

## 設計

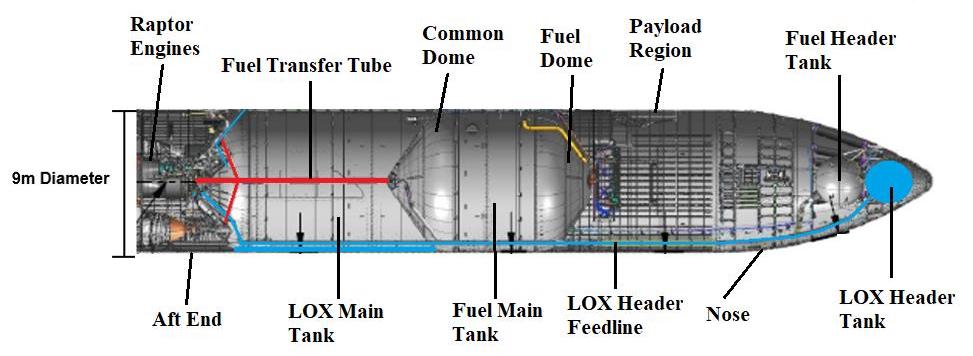
スターシップの内部構造

スターシップ／スーパーヘビーの設計は低軌道 (LEO) だけでなく、より長距離の地球軌道外 (BEO) の飛行にも対応するよう計画されている。そのため、LEOとBEO双方のミッションへの輸送を共通の機体で行うことで打ち上げコストを減らすことが出来るとスペースＸは期待している。既存のLEOへの打ち上げ市場にも対応することで、スペースXの開発リソースの大半をスターシップ／スーパーヘビーの開発に集中させることを可能としている。
完全に再使用可能な超大型ロケットであるスターシップ／スーパーヘビーには、以下が含まれる。
- スーパーヘビー: 再使用可能な1段目。
- スターシップ: 再使用可能な2段目。ペイロード区画と統合されており、用途に応じて以下の4種類がある。
  - 宇宙船: 有人宇宙飛行に対応したバージョン。人員や物資をLEOに届ける他、長期に亘る惑星間飛行も実現する。地球上での遠隔地輸送も可能。
  - タンカー: 燃料輸送に特化したバージョン。地球軌道上での燃料補給を実現するためのもので、これにより宇宙船は自身の燃料をLEOへの打ち上げに使った後、さらに惑星間飛行のための燃料を確保することができる。
  - 衛星打ち上げ機: 衛星打ち上げに特化したバージョン。巨大なカーゴベイドアを備える。
  - 月着陸船 (スターシップ HLS): アルテミス計画の人員着陸システム (HLS) の一つに選定されたバージョン。着陸時に月面の瓦礫をエンジン噴射で巻き上げないように逆噴射スラスタは機体中頃に付いている。再突入の機能はなく、機体は白色に塗装され可動フラップは省かれている。

長期の宇宙飛行のために複数の2段目を組み合わせるという独特なアーキテクチャを採用している。このアーキテクチャの成功は、軌道上での燃料補給の成否にかかっている。
宇宙船とタンカー、衛星打ち上げ機は、ほぼ同じ外見形状を持つ。2段目の宇宙船は、いずれも発射地点への帰還能力を備える。帰還時は、万が一複数のエンジンが停止しても、1基のエンジンが使用可能であれば着陸可能となる。
スターシップのシステムには、火星ミッションにおける火星上での燃料生成も含まれている。これは宇宙船を地球に帰還させるために、また宇宙船を再使用してコストを抑えるために欠かせないものである。月ミッション（軌道周回・着陸）においては、月での燃料補給は必須ではない。この場合は、月に向かう前に軌道上で燃料補給を行うことで帰還が可能である。 また、月へのフライバイミッションにおいては、燃料補給なしでの飛行も可能である。
スターシップ／スーパーヘビーの主な特徴としては以下があげられる。
- 1/2段目ともに完全に再使用可能である。
- 1段目は発射台に帰還する[72]。2段目も発射地点付近に帰還する能力を持つ。1/2段目ともにエンジンの逆噴射による垂直着陸を行う。
- エンジン停止への耐性から、着陸の信頼性は「航空機レベル」になる。
- 自動ランデブーとドッキングを行う。
- タンカーから宇宙船へ軌道上での燃料補給を行う。
- 軌道上での燃料補給により、月遷移軌道や火星遷移軌道への到達能力を持つ。
- 再使用可能な耐熱シールドを備える。
- 宇宙船は1,000 m3 (35,000 cu ft) もの与圧空間を持ち、40のキャビンや大きな共有エリア、中央ストレージ、調理室、さらに太陽嵐から乗員を守るためのシェルターなどを備えることができる。

|                         | スターシップ／スーパーヘビー                                                           | スーパーヘビー         | スターシップ (宇宙船/タンカー/衛星打ち上げ機) |
| ----------------------- | -------------------------------------------------------------------------------------- | ---------------------- | --------------------------------------------- |
| LEO ペイロード (再使用) | 50,000 kg (スターシップ) 100,000 kg以上 (スターシップ2) 200,000 kg以上 (スターシップ3) |                        |                                               |
| 帰還ペイロード          |                                                                                        |                        | 50,000 kg                                     |
| 貨物室容積              | 1,100 m3 (39,000 cu ft)                                                                | N/A                    | 1,100 m3 (39,000 cu ft)                       |
| 直径                    | 9 m                                                                                    | 9 m                    | 9 m                                           |
| 全長                    | 121 m                                                                                  | 71 m                   | 50 m                                          |
| 最大重量                | 4,400,000 kg                                                                           |                        | 1,335,000 kg                                  |
| 最大搭載燃料            |                                                                                        | 3,400,000 kg           | 1,200,000 kg                                  |
| 空虚重量                |                                                                                        |                        | 85,000 kg                                     |
| エンジン                | ラプター3 x 36 ラプター2 バキューム x 3                                                | ラプター3 x 33         | ラプター3 x 3 ラプター2 バキューム x 3        |
| 推進力                  |                                                                                        | 72 MN (16,000,000 lbf) | 11.9 MN (2,700,000 lbf)                       |

スターシップ／スーパーヘビーは、ファルコン9と同様に段階的にアップグレードする計画であることが示されている。2024年現在軌道飛行試験に用いられている機体は、打ち上げ能力が低軌道に再使用で約50t、使い捨てで約100tと当初の目標値よりも低いものとなっている。計画中のスターシップ2と呼ばれるバージョンでは、全長が3m延伸され、またエンジンが改良型のラプター3へと更新などされることで、打ち上げ能力が目標としていた再使用で約100tに改善される。さらにその先のスターシップ3では、全長が28mも延伸された150mとなり、スターシップのエンジンも3基増えた9基となって、再使用で200t以上の打ち上げ能力を持つ。加えてスターシップ3の1回あたりの打ち上げコストは200~300万ドルが目標とされている。
ラプターの推力は当初1.81 MNであったが、ラプター2では2.26 MN、ラプター3では2.64 MNまで向上させている。ラプターは1つ1つのエンジンの信頼性も高めるよう設計されているが、スターシップでは6基のエンジンを搭載することで万が一のエンジン停止においても、冗長性を保てるようになっている。もし2基のエンジンが停止しても安全に飛行可能であり、4基のエンジンが停止しても残りのエンジンで帰還が可能となる。これにより、航空機並みの着陸信頼性を実現するとしている。ラプター2は、25％以上強力な設計で、性能と信頼性を向上させている。

## 打ち上げから着陸の流れ
スターシップは、積荷を搭載した後、単体で発射場に運ばれる。その後、スーパーヘビーとスターシップは発射台上で結合され、クイックディスコネクトアーム (SQD/BQD) を通して推進剤を充填される。SQDとBQDが引き抜かれた後、スーパーヘビーの33基全てのエンジンが点火され、ロケットは打ち上げられる。
打ち上げから約159秒後、高度64 km付近で、スーパーヘビーのエンジンが中央のジンバル用の3基を除いて停止される(p58)。スターシップは、スーパーヘビーが分離しないうちから自身のエンジンを点火、その後に分離する。このホットステージングの間、スーパーヘビーのエンジンは出力が落とされる。次いでスーパーヘビーは回転して、さらに10基のエンジンが、ブーストバック・バーン（帰還用逆噴射）のために再点火される。ブーストバック・バーンが完了すると、スーパーヘビーのエンジンは停止され、発射場に向けてグリッドフィンによる小さな軌道修正を行いながら降下する。6分後、着陸の直前に最後のエンジン逆噴射で、発射台の2本のメカニカルアームでキャッチするのに十分な速度まで減速する。
一方、分離後のスターシップは6基のエンジンによりそのまま軌道速度まで加速を続ける。軌道に乗った後は、スターシップは必要であればさらにここで、別のスターシップタンカーから燃料補給を受けられる計画である。マスクは、低軌道でスターシップの燃料を満タンにするには、8回のタンカー打ち上げが必要だと見積もっている （NASAは、燃料が蒸発してしまうため、月面着陸に必要な燃料を補給するには短期間に16回の打ち上げが必要と見積もっている）。その後は、もし月などの大気の無い天体に着陸する場合、スターシップはエンジンの逆噴射にて減速する。大気のある地球や火星に着陸する場合は、その前に熱シールドを使いながら大気圏再突入により減速する。その後スターシップは「ベリーフロップ」と呼ばれる機体が地面から60度の角度で腹ばいのように降下する操縦を行う。この際は、機体の前方と横にある4つのフラップにより落下を制御する。着陸の直前にエンジンが再点火され、ヘッダータンクの燃料を使用して、ラプターエンジンのジンバルにより噴射の向きを制御しながら、機体を垂直に戻して、減速して着陸する。
スターシップが発射台に帰還した場合、移動式の油圧リフトが機体を運搬車両に移動させる。もし洋上プラットフォームに着陸した場合は、艀により港まで運ばれた後、道路で輸送される。回収されたスターシップは、次の打ち上げのために発射台に運ばれるか、スペースXの施設で修理を受ける(p22)。

## 運用
スターシップ／スーパーヘビーはスペースXの既存のファルコン9とファルコンヘビーロケット、それにドラゴン宇宙船を置き換えるものとして設計されている。スペースXの見積もりでは、スターシップ／スーパーヘビーでは完全再使用と発射地点への帰還が実現することから、打ち上げ費用はこれら既存の中型/大型ロケットよりも安くなり、それどころか既に引退した小型ロケットのファルコン1よりも安くなると推定している。スペースXは既存のロケットを2020年代前半にもスターシップ／スーパーヘビーで完全に置き換えたいとしている:24:50–27:05。
スターシップ／スーパーヘビーの用途としては、以下のような様々なものが計画されている。
- 従来からの地球軌道への衛星打ち上げ。
- 月周辺への長期間のフライト。
- 火星への物資・人員の輸送。
- 外惑星領域への宇宙飛行士による長期フライト[94]。
- 地球上での旅客を乗せた長距離輸送[95]。

マスクとショットウエルは、スターシップを準軌道飛行に用いることで、乗客を地球上のどの2地点間でも1時間以下で運ぶことができるとしている。
火星の燃料工場と基地
マスクは火星に有人基地を建設することを計画しており、将来的にはそれが自給自足可能な入植地となることを夢見ている。その一方で、マスクは火星の入植地が自己持続可能な状態になるまでは生きられないだろうとも述べている。
スターシップは再使用可能であるので、マスクは地球低軌道でスターシップに燃料補給を行い、さらに火星表面で再び燃料補給を行い、地球に帰還させることを計画している。火星ミッションの第1段階において、マスクは複数のスターシップを打ち上げ、燃料工場を輸送し組み立てるとともに、基地を建設することを考えている。 燃料工場では火星の地下の氷と大気中の二酸化炭素から、メタン (CH4) と液体酸素 (O2) を生産する。
最初の2機の無人貨物飛行（そのうち1機はHeart of Goldと命名されるかもしれない）は2022年の打ち上げが計画されており、この飛行では大量の太陽電池パネル、採掘用装置、それに探査車や後の有人探査のための食糧や生命維持装置などが送り込まれる。次の2024年の打ち上げでは、2機の無人船に加えて2機の有人船の計4機が一度に送り込まれ、燃料工場や太陽電池パネル、着陸場、温室の設営が行われる。各スターシップはそれぞれ少なくとも100トンのペイロードを搭載しており、宇宙船自体の乾燥重量も85トンにもなる。
火星での最初の一時的な居住地には、乗員が乗ってきたスターシップをそのまま使用する。一方で無人のスターシップは、燃料の補給が完了次第、地球に向けて帰還することになる。今後の着陸地点となる持続可能な基地を構築する場所は、太陽電池の発電力を確保するため、また相対的に暖かいことから緯度40°以内が望ましく、また特に重要な条件として近くに地下の氷が存在することがある。氷は大量で純度が高い水の氷である必要がある。スペースXによる研究では、燃料工場では地下の氷を採掘し、1日1トンの不純物を取り除く必要があると推定している。研究中のシステムでは、700Wの電力を使用して1日1kgのO2/CH4燃料が生成される計画である。システム全体としては、1トンの燃料当り17MWhの電力が必要になる見込みである。
しかし火星入植計画には、こうした物理的な問題以外にも、長期にわたる宇宙飛行での放射線や無重力、それに地球の38%の重力しかない火星での生活が人体に与える影響などが、大きな課題として残されている。
月着陸船

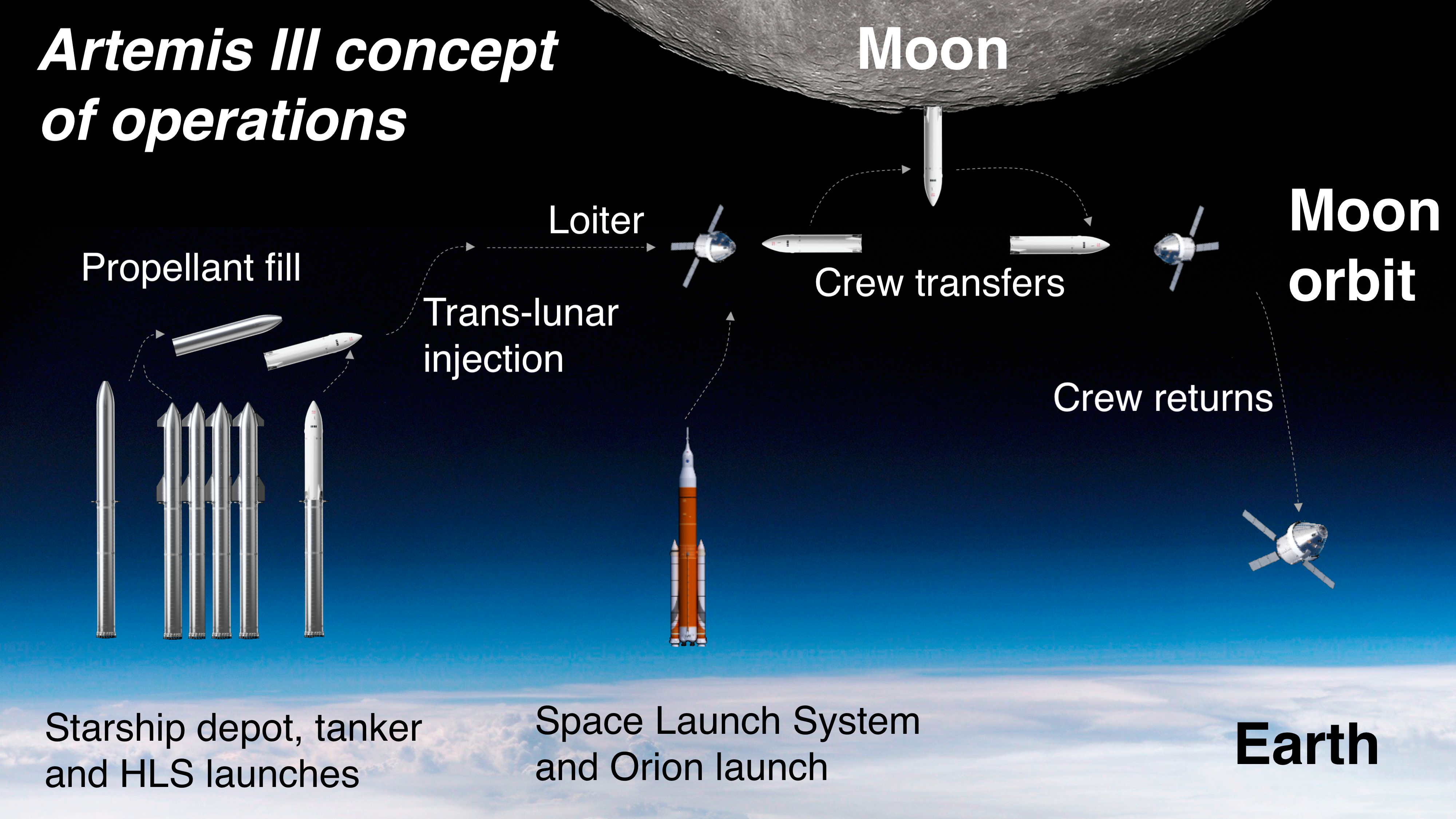
アルテミス3号のミッション計画。スターシップHLSは軌道上で燃料補給の後、月に向かう

スターシップは、NASAが2020年代に予定している有人月探査のアルテミス計画において、月着陸船 (HLS) として用いることも提案されている。この計画では、宇宙飛行士はNASAのオリオン宇宙船で月周回軌道まで飛行して、そこでスターシップHLSに乗り換え月面への離着陸に用いる。月面での運用に特化するため、翼は持たず、またレゴリスを巻き上げないように離着陸用エンジンが機体上部に追加される。NASAは2020年5月、スペースXを月着陸船の開発を行う民間企業3社のうちの1社として選定した。
2021年4月17日、NASAはアルテミス計画で用いる月着陸船について、上記3社の中からスペースXを開発企業として選定したと発表した（2023年5月にブルーオリジンも選ばれている）。スターシップ1号機の契約総額は28.9億ドル。
2022年11月、NASAは月着陸船の開発援助に関する選定で、スターシップ2号機を11.5億ドルで契約をした。